# Novačenje
Novačenje ili tuđica regrutiranje označuje popunu oružanih snaga vojnim obveznicima, dragovoljcima u profesionalnoj vojsci za potrebe oružanog sukoba ili zbog nedostatka ljudstva. U tom se slučaju naziva i prisilno novačenje.
Novačenje označava i izbor, razvrstavanje i pozivanje novaka u vojnu službu.
Vojnik kojeg vojska unovači naziva se novak (regrut).